# Roero (famiglia)
(Anonimo, XIV secolo, tratto da Serafino Grassi, Storia della città di Asti, vol. II, Asti 1894, p. 234)
I Roero, Rotari, Rovero o Roure furono una delle maggiori famiglie della nobiltà astigiana appartenenti alle casane astigiane.
La famiglia non schierata con gruppi guelfi o ghibellini con l'aumento dei propri profitti ottenuti dal commercio e dal prestito di denaro su pegno, aumentò in modo esponenziale il peso politico sulla città ricoprendo cariche sia nell'ambito locale che nazionale.
Le molte linee famigliari (più di venti nel XVI secolo) con acquisti ed infeudazioni occuparono l'area situata nella parte nord-orientale della provincia di Cuneo denominata ancora oggi Roero.

## Origini e leggende
Secondo una leggenda, la famiglia sarebbe originaria della Fiandra con Ghilione (Ghilione, Gillone) celebre condottiero nella crociata del 1099 che, durante la battaglia, decapitò un capo dell'armata musulmana e per questo motivo fu portato in trionfo in Gerusalemme su un carro trionfale a tre ruote, che vennero raffigurate sullo scudo dello stesso per ricordarne l'impresa.
Un altro racconto narra che i Roero discendano dal re Rotari longobardo, o furono privilegiati di portare il suo nome, abbandonando quello dei Troia.

## Storia
Piazza San Giuseppe
     Piazza San Martino
     Ubicazione delle torri
La prudente politica di famiglia, consentì a esponenti del casato di essere sempre presenti nelle cariche pubbliche della città: Guglielmo fu più volte sindacus tra il 1217 ed il 1224. Tommaso divenne sapiens del comune ed ambasciatore. Ricoprì cariche pubbliche fino alla sua morte, avvenuta nel 1315. Manfredino fu governatore e rettore tra il 1335 e il 1342.
Durante il governo guelfo della città la famiglia governò in accordo con i Solaro e nel periodo orléanese Giovannino di Revigliasco divenne tesoriere e suo figlio Francesco venne nominato membro del Consiglio segreto ducale della città.

### Bonifacio Roero e il Trittico del Rocciamelone a Susa
Nel medioevo Bonifacio Roero, catturato dai Turchi durante le crociate, si affidò alla Madonna, promettendo, qualora fosse tornato in patria, di dedicarle un simulacro sulla vetta della prima montagna che avesse visto tornato sul suolo natio. Giunto in Valle di Susa, assistito da alcuni portatori, raggiunse nel 1358 la vetta più alta, il Rocciamelone a 3538 m s.l.m. portando con sé un trittico bronzeo probabilmente fiammingo, che dal XVII secolo venne poi custodito in cattedrale a Susa. Si tratta di una delle più antiche ascese documentate sulle Alpi. Dall'anno 2000 il Trittico è conservato in un'apposita teca presso il Museo diocesano d'arte sacra di Susa.
A ricordo di ciò di fianco alla cappella che un tempo custodiva il trittico, venne costruito il rifugio tuttora esistente denominato Cà d'Asti.

### Periodo moderno
Nel periodo moderno la famiglia conservò il proprio potere cittadino espandendosi anche in Europa acquistando feudi, abbandonando le attività "compromettenti", ma rimanendo membri della banca "de hospicio" del Comune e riuscendo a frequentare assiduamente la corte sabauda.
Tra il 1580 ed il 1630 Carlo Emanuele I di Savoia dei 204 governatori e comandanti nominati ben 8 furono Roero benché la famiglia in passato fosse stata filofrancese.
Tra i personaggi più importanti si può ricordare Francesco Roero di Sciolze, governatore di Torino dal 1585 al 1590 e dal 1593 al 1600. Opicino Roero di Canale, luogotenente (1601) ed in seguito comandante della cittadella di Torino (1615). 
Ercole Tomaso Roero marchese di Cortanze, dopo aver combattuto nelle Fiandre, venne nominato nel 1600 governatore di Cuneo e nel 1602 di Nizza; nel 1607 divenne veedore generale e nel 1614 sovraintendente generale delle milizie. 
Ercole Tomaso Roero fu Ambasciatore speciale piemontese alla Corte di Vienna nel 1708, e poi Ambasciatore in Inghilterra dal 1719 al 1725. Ricoprì l'incarico di Viceré di Sardegna tra il 1727 e il 1731.
Non mancarono anche dissapori di alcuni esponenti con casa Savoia: quando nel 1614 Carlo Emanuele I dichiarò la propria ostilità verso la Spagna durante la I guerra del Monferrato, molti esponenti della famiglia vennero allontanati dalla corte o arrestati tra cui Emanuele Filiberto Roero di San Severino.

## Le attività economiche
L'attività dei Roero si concentrò principalmente nelle Fiandre, Brabante, Hainaut, Colonia, Bonn, Friburgo in Brisgovia e Lucerna.
Il 1º settembre 1358, Bonifacio Roero dedicava alla Vergine il trittico detto del Rocciamelone, in ottone dorato, che si conserva nel Museo Diocesano di Susa.

## Le abitazioni
I Roero in Asti, ebbero la maggior parte delle loro abitazioni nel Rione San Martino-San Rocco, nell'area compresa tra piazza San Giuseppe, via Roero, via Quintino Sella e piazza San Martino. Comprendeva due grandi isolati, comprendenti palazzi, torri, case. Vi si può tuttora ammirare lo splendido Palazzo Roero di Monteu.
Cominciarono ad occupare la zona all'inizio del XIII secolo e, grazie all'aumento dei propri profitti ottenuti dal commercio e dal prestito di denaro su pegno, aumentarono in modo esponenziale la colonizzazione dell'area che tuttora si ricorda come la più grande contrada nobiliare della città.
La potenza ed il prestigio divennero tali che la zona assunse il toponimo di "Contrada Rotaria". Nel 1330 la famiglia ospitò in un proprio palazzo l'imperatore Enrico VII di Lussemburgo che per riconoscenza, concesse alla famiglia astigiana alcuni privilegi tra i quali quello di inibire il transito alle processioni funebri, vietare la costruzione di carceri nella loro contrada, concedere la grazia ogni anno a tre giustiziandi e di considerare il loro palazzo luogo d'asilo inviolabile a ogni persona.
Questo conferì alla zona uno status di "extraterritorialità", a quel tempo privilegio esclusivo delle strutture religiose.
Nel contado astigiano, i Roero vennero infeudati di molti feudi e rocche, di molti ancora adesso sono visibili le loro vestigia. La residenza meglio conservata di tale famiglia è il castello di Monticello, ma tante altre roccheforti sono ancora presenti: in particolare, con l'annessione delle terre ai Savoia, nel corso dei secoli XVII e XVIII, alcuni borghi vennero rivalutati e abitati dalla casa regnante: è il caso, ad esempio, del castello di Pollenzo o quello di Sommariva Perno, ove la corte sabauda trovava, in taluni casi, alloggio.
A Guarene esiste ancora la dimora residenziale costruita ed ideata da Carlo Giacinto.

## Stemma
Essendo l'araldica astigiana frutto di un'aristocrazia prettamente urbana e mercatale, molti stemmi come quello dei Roero si ispirano al cognome della casata nella costituzione del proprio stemma, dando origine ad un'arma parlante.
Un'ipotesi alternativa indica le ruote come un riferimento al carro di trionfo composto solamente da tre ruote e non quattro, allestito per celebrare l'impresa condotta in Terrasanta da Ghiglione Roero, capostipite del casato, il quale nel 1099 sarebbe uscito vincitore da un duello con un comandante musulmano.
Lo stemma presente sullo scudo è comune a tutte le linee della famiglia, variano le imprese, i motti e il cimiero.
- Linea di Asti:

Scudo: Di rosso, a tre ruote d'argento.
Cimiero: L'uomo selvatico, armato di clava.
Motto: A. BON. RENDRE. o A. BIEN RENDRE. o A. BUEN RENDRE.
- Linea di Monteu:

Cimiero: Guerriero armato di alabarda
- Linea di Mombarone:

Cimiero: Un moro vestito di rosso, tenente un breve scritto
Motto: ARCANA. FIDES.

## Genealogia
Albero genealogico dei Roero nelle sue linee principali.
|           |           |           |           |           |           |  |  |           |           |           |           |           |           |  |  |                            |                            |                            |                            |                            |                            |  |  | Ottone XII secolo |          |          |          |          |          |                                |                                |                                  |                                  |                                  |                                  |                                  |                                  |                               |                               |                                     |                                     |                                     |                                     |                                     |                                     |                              |                              |                                                  |                                                  |                                                  |                                                  |                                                  |                                                  |  |  |  |  |         |         |         |         |         |         |  |  |  |  |  |  |  |  |  |  |  |  |  |  |  |  |  |  |  |  |  |  |  |  |  |  |  |  |  |  |  |  |  |  |  |  |  |  |  |  |
|           |           |           |           |           |           |  |  |           |           |           |           |           |           |  |  |                            |                            |                            |                            |                            |                            |  |  |                   |          |          |          |          |          |                                |                                |                                  |                                  |                                  |                                  |                                  |                                  |                               |                               |                                     |                                     |                                     |                                     |                                     |                                     |                              |                              |                                                  |                                                  |                                                  |                                                  |                                                  |                                                  |  |  |  |  |         |         |         |         |         |         |  |  |  |  |  |  |  |  |  |  |  |  |  |  |  |  |  |  |  |  |  |  |  |  |  |  |  |  |  |  |  |  |  |  |  |  |  |  |  |  |
|           |           |           |           |           |           |  |  |           |           |           |           |           |           |  |  |                            |                            |                            |                            |                            |                            |  |  | Berardo           |          |          |          |          |          |                                |                                |                                  |                                  |                                  |                                  |                                  |                                  |                               |                               |                                     |                                     |                                     |                                     |                                     |                                     |                              |                              |                                                  |                                                  |                                                  |                                                  |                                                  |                                                  |  |  |  |  |         |         |         |         |         |         |  |  |  |  |  |  |  |  |  |  |  |  |  |  |  |  |  |  |  |  |  |  |  |  |  |  |  |  |  |  |  |  |  |  |  |  |  |  |  |  |
|           |           |           |           |           |           |  |  |           |           |           |           |           |           |  |  |                            |                            |                            |                            |                            |                            |  |  |                   |          |          |          |          |          |                                |                                |                                  |                                  |                                  |                                  |                                  |                                  |                               |                               |                                     |                                     |                                     |                                     |                                     |                                     |                              |                              |                                                  |                                                  |                                                  |                                                  |                                                  |                                                  |  |  |  |  |         |         |         |         |         |         |  |  |  |  |  |  |  |  |  |  |  |  |  |  |  |  |  |  |  |  |  |  |  |  |  |  |  |  |  |  |  |  |  |  |  |  |  |  |  |  |
|           |           |           |           |           |           |  |  |           |           |           |           |           |           |  |  |                            |                            |                            |                            |                            |                            |  |  | Manfredo          |          |          |          |          |          |                                |                                |                                  |                                  |                                  |                                  |                                  |                                  |                               |                               |                                     |                                     |                                     |                                     |                                     |                                     |                              |                              |                                                  |                                                  |                                                  |                                                  |                                                  |                                                  |  |  |  |  |         |         |         |         |         |         |  |  |  |  |  |  |  |  |  |  |  |  |  |  |  |  |  |  |  |  |  |  |  |  |  |  |  |  |  |  |  |  |  |  |  |  |  |  |  |  |
|           |           |           |           |           |           |  |  |           |           |           |           |           |           |  |  |                            |                            |                            |                            |                            |                            |  |  |                   |          |          |          |          |          |                                |                                |                                  |                                  |                                  |                                  |                                  |                                  |                               |                               |                                     |                                     |                                     |                                     |                                     |                                     |                              |                              |                                                  |                                                  |                                                  |                                                  |                                                  |                                                  |  |  |  |  |         |         |         |         |         |         |  |  |  |  |  |  |  |  |  |  |  |  |  |  |  |  |  |  |  |  |  |  |  |  |  |  |  |  |  |  |  |  |  |  |  |  |  |  |  |  |
|           |           |           |           |           |           |  |  |           |           |           |           |           |           |  |  |                            |                            |                            |                            |                            |                            |  |  |                   |          |          |          |          |          |                                |                                |                                  |                                  |                                  |                                  |                                  |                                  |                               |                               |                                     |                                     |                                     |                                     |                                     |                                     |                              |                              |                                                  |                                                  |                                                  |                                                  |                                                  |                                                  |  |  |  |  |         |         |         |         |         |         |  |  |  |  |  |  |  |  |  |  |  |  |  |  |  |  |  |  |  |  |  |  |  |  |  |  |  |  |  |  |  |  |  |  |  |  |  |  |  |  |
| Albertino | Albertino | Albertino | Albertino | Albertino | Albertino |  |  | Guglielmo | Guglielmo | Guglielmo | Guglielmo | Guglielmo | Guglielmo |  |  | Oddino Signore di Cortanze | Oddino Signore di Cortanze | Oddino Signore di Cortanze | Oddino Signore di Cortanze | Oddino Signore di Cortanze | Oddino Signore di Cortanze |  |  | Manuello          | Manuello | Manuello | Manuello | Manuello | Manuello |                                |                                | Giorgio IV Signore di Bevilacqua | Giorgio IV Signore di Bevilacqua | Giorgio IV Signore di Bevilacqua | Giorgio IV Signore di Bevilacqua | Giorgio IV Signore di Bevilacqua | Giorgio IV Signore di Bevilacqua |                               |                               | Berardo Signore di Monteu S.Stefano | Berardo Signore di Monteu S.Stefano | Berardo Signore di Monteu S.Stefano | Berardo Signore di Monteu S.Stefano | Berardo Signore di Monteu S.Stefano | Berardo Signore di Monteu S.Stefano |                              |                              | Rainero IV Signore di Marcilengo e Canale (1303) | Rainero IV Signore di Marcilengo e Canale (1303) | Rainero IV Signore di Marcilengo e Canale (1303) | Rainero IV Signore di Marcilengo e Canale (1303) | Rainero IV Signore di Marcilengo e Canale (1303) | Rainero IV Signore di Marcilengo e Canale (1303) |  |  |  |  |         |         |         |         |         |         |  |  |  |  |  |  |  |  |  |  |  |  |  |  |  |  |  |  |  |  |  |  |  |  |  |  |  |  |  |  |  |  |  |  |  |  |  |  |  |  |
| Albertino | Albertino | Albertino | Albertino | Albertino | Albertino |  |  | Guglielmo | Guglielmo | Guglielmo | Guglielmo | Guglielmo | Guglielmo |  |  | Oddino Signore di Cortanze | Oddino Signore di Cortanze | Oddino Signore di Cortanze | Oddino Signore di Cortanze | Oddino Signore di Cortanze | Oddino Signore di Cortanze |  |  | Manuello          | Manuello | Manuello | Manuello | Manuello | Manuello |                                |                                | Giorgio IV Signore di Bevilacqua | Giorgio IV Signore di Bevilacqua | Giorgio IV Signore di Bevilacqua | Giorgio IV Signore di Bevilacqua | Giorgio IV Signore di Bevilacqua | Giorgio IV Signore di Bevilacqua |                               |                               | Berardo Signore di Monteu S.Stefano | Berardo Signore di Monteu S.Stefano | Berardo Signore di Monteu S.Stefano | Berardo Signore di Monteu S.Stefano | Berardo Signore di Monteu S.Stefano | Berardo Signore di Monteu S.Stefano |                              |                              | Rainero IV Signore di Marcilengo e Canale (1303) | Rainero IV Signore di Marcilengo e Canale (1303) | Rainero IV Signore di Marcilengo e Canale (1303) | Rainero IV Signore di Marcilengo e Canale (1303) | Rainero IV Signore di Marcilengo e Canale (1303) | Rainero IV Signore di Marcilengo e Canale (1303) |  |  |  |  |         |         |         |         |         |         |  |  |  |  |  |  |  |  |  |  |  |  |  |  |  |  |  |  |  |  |  |  |  |  |  |  |  |  |  |  |  |  |  |  |  |  |  |  |  |  |
|           |           |           |           |           |           |  |  |           |           |           |           |           |           |  |  |                            |                            |                            |                            |                            |                            |  |  |                   |          |          |          |          |          |                                |                                |                                  |                                  |                                  |                                  |                                  |                                  |                               |                               |                                     |                                     |                                     |                                     |                                     |                                     |                              |                              |                                                  |                                                  |                                                  |                                                  |                                                  |                                                  |  |  |  |  |         |         |         |         |         |         |  |  |  |  |  |  |  |  |  |  |  |  |  |  |  |  |  |  |  |  |  |  |  |  |  |  |  |  |  |  |  |  |  |  |  |  |  |  |  |  |
|           |           |           |           |           |           |  |  |           |           |           |           |           |           |  |  |                            |                            |                            |                            |                            |                            |  |  |                   |          |          |          |          |          |                                |                                |                                  |                                  |                                  |                                  |                                  |                                  |                               |                               |                                     |                                     |                                     |                                     |                                     |                                     |                              |                              |                                                  |                                                  |                                                  |                                                  |                                                  |                                                  |  |  |  |  |         |         |         |         |         |         |  |  |  |  |  |  |  |  |  |  |  |  |  |  |  |  |  |  |  |  |  |  |  |  |  |  |  |  |  |  |  |  |  |  |  |  |  |  |  |  |
|           |           |           |           |           |           |  |  |           |           |           |           |           |           |  |  |                            |                            |                            |                            |                            |                            |  |  |                   |          |          |          |          |          |                                |                                |                                  |                                  |                                  |                                  |                                  |                                  | Percivalle                    | Percivalle                    | Percivalle                          | Percivalle                          | Percivalle                          | Percivalle                          |                                     |                                     |                              |                              | Ubertetto Signore di Settime                     | Ubertetto Signore di Settime                     | Ubertetto Signore di Settime                     | Ubertetto Signore di Settime                     | Ubertetto Signore di Settime                     | Ubertetto Signore di Settime                     |  |  |  |  | Petrino | Petrino | Petrino | Petrino | Petrino | Petrino |  |  |  |  |  |  |  |  |  |  |  |  |  |  |  |  |  |  |  |  |  |  |  |  |  |  |  |  |  |  |  |  |  |  |  |  |  |  |  |  |
|           |           |           |           |           |           |  |  |           |           |           |           |           |           |  |  |                            |                            |                            |                            |                            |                            |  |  |                   |          |          |          |          |          |                                |                                |                                  |                                  |                                  |                                  |                                  |                                  | Percivalle                    | Percivalle                    | Percivalle                          | Percivalle                          | Percivalle                          | Percivalle                          |                                     |                                     |                              |                              | Ubertetto Signore di Settime                     | Ubertetto Signore di Settime                     | Ubertetto Signore di Settime                     | Ubertetto Signore di Settime                     | Ubertetto Signore di Settime                     | Ubertetto Signore di Settime                     |  |  |  |  | Petrino | Petrino | Petrino | Petrino | Petrino | Petrino |  |  |  |  |  |  |  |  |  |  |  |  |  |  |  |  |  |  |  |  |  |  |  |  |  |  |  |  |  |  |  |  |  |  |  |  |  |  |  |  |
|           |           |           |           |           |           |  |  |           |           |           |           |           |           |  |  |                            |                            |                            |                            |                            |                            |  |  |                   |          |          |          |          |          |                                |                                |                                  |                                  |                                  |                                  |                                  |                                  |                               |                               |                                     |                                     |                                     |                                     |                                     |                                     |                              |                              |                                                  |                                                  |                                                  |                                                  |                                                  |                                                  |  |  |  |  |         |         |         |         |         |         |  |  |  |  |  |  |  |  |  |  |  |  |  |  |  |  |  |  |  |  |  |  |  |  |  |  |  |  |  |  |  |  |  |  |  |  |  |  |  |  |
|           |           |           |           |           |           |  |  |           |           |           |           |           |           |  |  |                            |                            |                            |                            |                            |                            |  |  |                   |          |          |          |          |          |                                |                                |                                  |                                  |                                  |                                  |                                  |                                  |                               |                               |                                     |                                     |                                     |                                     |                                     |                                     |                              |                              |                                                  |                                                  |                                                  |                                                  |                                                  |                                                  |  |  |  |  |         |         |         |         |         |         |  |  |  |  |  |  |  |  |  |  |  |  |  |  |  |  |  |  |  |  |  |  |  |  |  |  |  |  |  |  |  |  |  |  |  |  |  |  |  |  |
|           |           |           |           |           |           |  |  |           |           |           |           |           |           |  |  |                            |                            |                            |                            |                            |                            |  |  |                   |          |          |          |          |          | Guglielmo Signore di Sommariva | Guglielmo Signore di Sommariva | Guglielmo Signore di Sommariva   | Guglielmo Signore di Sommariva   | Guglielmo Signore di Sommariva   | Guglielmo Signore di Sommariva   |                                  |                                  | Conreno Signore di Monticello | Conreno Signore di Monticello | Conreno Signore di Monticello       | Conreno Signore di Monticello       | Conreno Signore di Monticello       | Conreno Signore di Monticello       |                                     |                                     | Manfredo Signore di Pralormo | Manfredo Signore di Pralormo | Manfredo Signore di Pralormo                     | Manfredo Signore di Pralormo                     | Manfredo Signore di Pralormo                     | Manfredo Signore di Pralormo                     |                                                  |                                                  |  |  |  |  |         |         |         |         |         |         |  |  |  |  |  |  |  |  |  |  |  |  |  |  |  |  |  |  |  |  |  |  |  |  |  |  |  |  |  |  |  |  |  |  |  |  |  |  |  |  |